# Метод с възловите потенциали

## Общи сведения
Метод с възловите потенциали е метод за анализ на електрически вериги, използван за намиране на електрическите потенциали във всички точки (възли) на веригата при дадени проводимости на клоновете на веригата и източници на ток и/или напрежение.
В сравнение с други методи за анализ на електрически вериги (метод с контурните токове, директно прилагане на първи и втори закони на Кирхоф) методът използва най-малка система уравнения. При метода с възловите потенциали броят на уравненията, необходими за определяне на напреженията и съответно на токовете на веригата чрез първия (относно сумата на токовете във възел) и втория (относно сумата на напреженията по затворен контур) закони на Кирхоф се намалява до брой уравнения, равен на броя възли минус 1, описващи напреженията и токовете само на възлите на веригата.
Методът се основава на първия закон на Кирхоф или на това, че сумата на всички входящи и изходящи токове на даден възел е равна на нула (виж фиг.1):
{\displaystyle \sum _{s=1,s\neq p}^{n}i_{ps}=0}
{\displaystyle i_{ps}=G_{ps}(V_{p}-V_{s}+e_{ps})}
{\displaystyle \sum _{s=1,s\neq p}^{n}i_{ps}=\sum _{s=1,s\neq p}^{n}G_{ps}(V_{p}-V_{s}+e_{ps})=0}
{\displaystyle \sum _{s=1,s\neq p}^{n}G_{ps}V_{p}-\sum _{s=1,s\neq p}^{n}G_{ps}V_{s}=-\sum _{s=1,s\neq p}^{n}G_{ps}e_{ps}=\sum _{s=1,s\neq p}^{n}G_{ps}e_{sp}},
Където:
{\displaystyle i_{ps}} – ток през клона ps, A
{\displaystyle G_{ps}={\frac {1}{R_{ps}}}} – електрическа проводимост (мерна единица сименс [S=1/Ohm]) на клон ps
{\displaystyle R_{ps}} – електрическо съпротивление на клон ps, Ohm
{\displaystyle V_{p}} – електрически потенциал на възел p, V
{\displaystyle V_{s}} – електрически потенциал на възел s, V
{\displaystyle e_{ps}} – електродвижещо напрежение е.д.н. в клон ps, V
{\displaystyle n} – брой възли
Методът се използва в някои съвременни програми за моделиране на електрически вериги с електронни компоненти (софтуер от серията spice).

## Алгоритъм
1) Избира се възел от електрическата верига, на който се задава електрически потенциал нула, {\displaystyle V_{n}=0}
2) При наличие на паралелни клонове във веригата, то те трябва да се обединяват в еквивалентен клон
3) За всички възли с изключение на нулевия се записват уравненията (n-1 уравнения с n-1 неизвестни, в матричен вид G*V=G1*e, матрицата на проводимостите G е с размерност n-1xn-1)
{\displaystyle \sum _{s=1,s\neq p}^{n}G_{ps}V_{p}-\sum _{s=1,s\neq p}^{n}G_{ps}V_{s}=\sum _{s=1,s\neq p}^{n}G_{ps}e_{sp}}
4) Решава се системата и се определят потенциалите на n-1 възела
5) За всеки клон се записва обобщения закон на Ом, чрез който се намира тока:
{\displaystyle i_{ps}={\frac {V_{p}-V_{s}+e_{ps}}{R_{ps}}}}
Особености
а) Когато във веригата има идеални източници на ток то те се прибавят в дясната част на уравненията съотетстващи на възлите, към които е свързан идеалния източник на ток (със знак плюс когато токът на източника е към възела и минус когато е от възела).
б) при наличие във веригата на клон с идеален източник на е.д.н., то за възел с нулев потенциал се избира възел свързан с такъв източник.
в) методът с възлови потенциали не може да се използва пряко във вериги с индуктивна връзка (при такива случаи веригата трябва да се преобразува)

## Пример
За веригата от Фиг. 2 по метода на възловите потенциали се записват следните уравнения:
{\displaystyle ({\frac {1}{R_{1}}}+{\frac {1}{R_{2}}}+{\frac {1}{R_{3}}})V_{1}-{\frac {1}{R_{3}}}V_{2}={\frac {e_{1}}{R_{1}}}}
{\displaystyle ({\frac {1}{R_{3}}}+{\frac {1}{R_{4}}}+{\frac {1}{R_{5}}})V_{2}-{\frac {1}{R_{3}}}V_{1}={\frac {e_{2}}{R_{5}}}}